# Augengruß

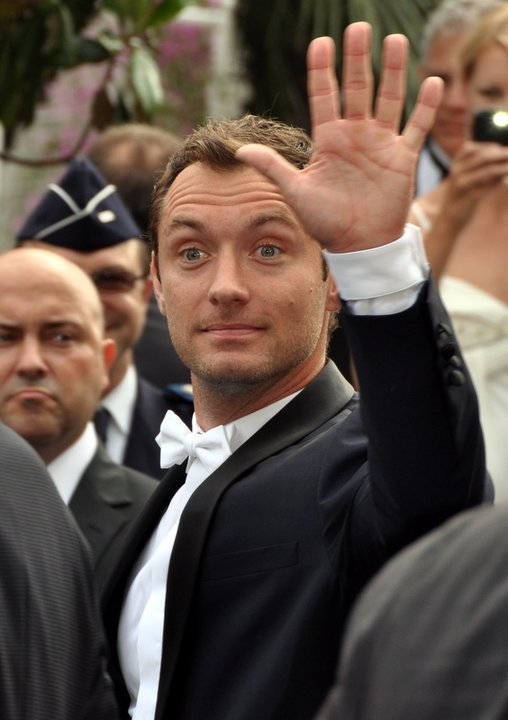
Jude Law mit Augengruß und Winken

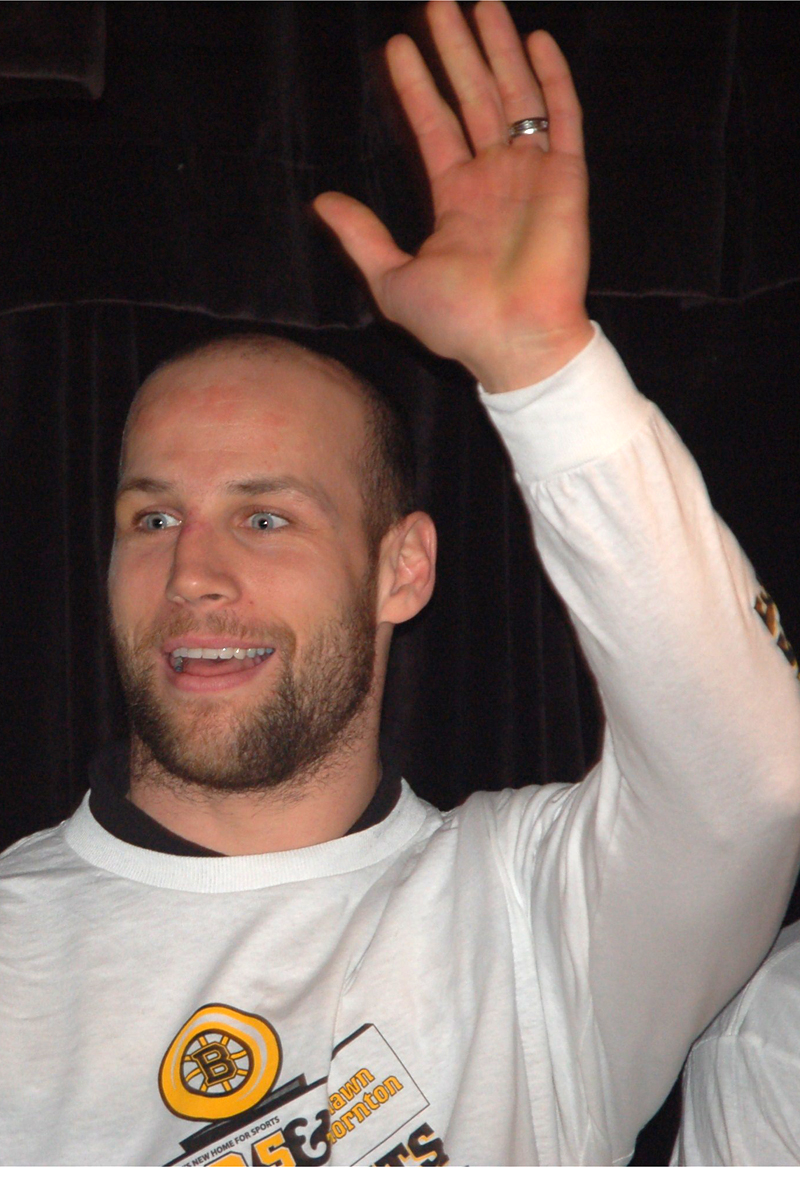
Steve Bégin

Augengruß ist ein Fachbegriff der Humanethologie. Er bezeichnet „eines der universalen Verhaltensmuster des Ausdrucks“ beim Menschen, ein nonverbales Signal, das vom derart Gegrüßten „unbewusst verarbeitet“ wird. Da diese Form der Kommunikation in sehr unterschiedlichen Kulturen dokumentiert wurde, wird sie von den Humanethologen als angeboren eingestuft. Die Bezeichnung Augengruß wurde Ende der 1960er-Jahre von Irenäus Eibl-Eibesfeldt in die Verhaltensbiologie eingeführt.

## Beschreibung
Mit einem Augengruß können Personen in einiger, aber nicht allzu großer Entfernung bedacht werden: Nach Herstellung des Blickkontaktes werden die Augenbrauen für ungefähr eine Sechstelsekunde schnell angehoben und danach wieder gesenkt. „Das Verhalten wird von anderen Aktionseinheiten begleitet: Ein kurzes, ruckartiges Anheben des Kopfes geht ihm voran, mit dem Brauenheben breitet sich ein Lächeln aus, und häufig nickt die Person anschließend.“ Diese von Eibl-Eibesfeldt als Distanzgruß eingeordnete Abfolge des Mienenspiels des Menschen war erst während der Analyse von mehreren Dutzend Zeitlupenaufnahmen erkannt worden, die von Mitarbeitern der Forschungsgruppe Eibl-Eibesfeldts in Mitteleuropa, Afrika und Asien gefilmt worden waren.
Obwohl es sich laut Eibl-Eibesfeldt um ein universelles, recht stereotypes Ausdrucksmuster handelt, wurden von ihm jedoch auch diverse, offenbar kulturell bedingte Unterschiede ausgemacht: So werden in Europa vor allem gute Bekannte und Freunde auf diese Weise begrüßt, in Samoa hingegen gilt der Augengruß jedermann. In Japan wiederum ist er unter Erwachsenen kaum zu beobachten, da diese Veränderung der Mimik als anstößig gilt; in der Kommunikation von Erwachsenen zu Kleinkindern kommt sie gleichwohl auch in Japan häufig vor. „In Samoa drückt dieses Zeichen auch sachliche Zustimmung aus und begleitet das verbale Ja, gelegentlich ersetzt es dieses. Wir tun das nur bei freudiger Zustimmung.“ Den evolutionsbiologischen Ursprung des Augengrußes vermutet Eibl-Eibesfeldt in einem ritualisierten Ausdruck freudigen Erkennens.

## Belege
1. 1 2 3   Irenäus Eibl-Eibesfeldt: Grundriss der Vergleichenden Verhaltensforschung. 7. Auflage. Piper, München und Zürich 1967, S. 693, ISBN 3-492-03074-2.
2. ↑  Irenäus Eibl‐Eibesfeldt: Zur Ethologie des menschlichen Grußverhaltens. I. Beobachtungen an Balinesen, Papuas und Samoanern nebst vergleichenden Bemerkungen. In: Zeitschrift für Tierpsychologie. Band 25, Nr. 6, 1968, S. 727–744, doi:10.1111/j.1439-0310.1968.tb00041.x.
3. ↑  Irenäus Eibl-Eibesfeldt: Die Biologie des menschlichen Verhaltens. Grundriß der Humanethologie. Piper, München 1984. Hier zitiert nach der Neuausgabe im Seehamer Verlag, Weyarn 1997, S. 636, ISBN 3-932131-34-7.